# 미나미카야베정
미나미카야베정(일본어: 南茅部町)은 일본 홋카이도 오시마 지청 중부에 있던 정이다.
2004년 12월 1일에, 하코다테시에 편입되었다.

## 지리
오시마 지청의 중부, 가메다반도 북동부에 위치한다. 북부는 분화만에 접해 있고, 남부는 산이 많다. 평지가 적은 험준한 지형으로 구성되어 있었다. 

## 역사
- 1919년 - 도도홋케촌이 아사루베촌에서 분촌하였다.
- 1959년 
  - 5월 1일 - 아사쓰베촌, 우스시리촌이 합병해 미나미카야베촌이 되었다.
  - 9월 1일 - 정으로 승격해 미나미카야베정이 되었다.
- 2004년 12월 1일 - 하코다테시에 편입되었다.

## 교통

### 도로
- 국도 제278호선